# Carte blanche pour un bleu
Carte blanche pour un Bleu est la soixantième histoire de la série Les Tuniques bleues de Willy Lambil et Raoul Cauvin. Elle est publiée en album le 28 octobre 2016.

## Résumé
À la suite d'une charge de cavalerie particulièrement meurtrière, le sergent Chesterfield revient du front gravement traumatisé : il ne présente aucune blessure mais il est totalement amnésique. Comme le dit le médecin du camp, il ne ressemble plus à un être humain, mais à une courgette... Comme il n'est plus bon à rien pour l'armée, l'état-major décide de le rendre à la vie civile. 
Blutch obtient du général Alexander un délai de trente jours pour tenter de faire retrouver la mémoire à Chesterfield, à défaut de quoi il devra le ramener chez lui ou dans un asile. 
Blutch va tenter de confronter le sergent à leurs souvenirs communs afin de déclencher un choc qui le fera redevenir lui-même.

## Personnages
- Sergent Chesterfield
- Caporal Blutch
- Cancrelat
- Général Alexander
- Colonel Appeltown
- Amélie Appeltown
- Bryan
- le père et la mère de Chesterfield
- Charlotte, la « fiancée » de Chesterfield
- le père de Charlotte

## Historique
Raoul Cauvin a souhaité « faire un tour, se promener » dans l'univers de la série et il a trouvé comme fil rouge les efforts de Blutch pour essayer de faire retrouver la mémoire à Chesterfield en le replongeant dans des situations qu'il a déjà vécues dans leurs précédentes aventures. Ce panorama de la série ne lui a pas été inspiré par le fait qu'il s'agit du soixantième album de la série. Pour développer une aventure dont l'un des deux héros est sans aucune réaction, le scénariste a pu compter sur le talent du dessinateur Willy Lambil, l'effet comique naissant du regard de Blutch qui espère chaque fois allumer une petite étincelle dans l'œil du sergent.
Willy Lambil a en effet été surpris en recevant ce scénario en forme de « digest » des événements principaux des 59 albums précédents, craignant que cette rétrospective ne soit une manière de clore la série… Il a dû être attentif à éviter un sentiment de redite en choisissant de nouveaux angles de vue pour dessiner les scènes reprises d'albums précédents.
Willy Lambil réalise une illustration originale pour la couverture du no 4089 du journal de Spirou dans lequel débute la publication de l'histoire.
Raoul Cauvin a dû se replonger dans la collection afin de retrouver les épisodes qu'il allait évoquer dans son scénario, pour ne pas se tromper et revoir les décors (le ballon, le bateau, la locomotive...). Il confesse n'avoir jamais imaginé, quand il a créé la série, qu'elle se poursuivrait jusqu'au tome 60 : « C'est un rêve ! Et pour employer un grand mot, c'est une consécration ».
Le récit cite les albums suivants :
- La Prison de Robertsonville (avec le personnage de Cancrelat) ;
- Les Cavaliers du ciel ;
- Mariage à Fort Bow ;
- Drummer boy ;
- Les Bleus de la balle ;
- Des Bleus et des bosses ;
- Duel dans la Manche ;
- Dent pour dent ;
- Blue rétro.

## Publication

### Revues
- journal de Spirou no 4089 du 24 août 2016 au no 4094 du 28 septembre 2016[5]

### Album
- 1re édition : 44 planches soit 46 p., 2016 (DL 10/2016)  (ISBN 978-2-8001-6273-7)[6]